# Templo Gangaikondacholisvaram
El templo Gangaikondacholisvaram es un templo hindú ubicado en Gangaikonda Cholapuram (en tamil கங்கைகொண்ட சோழபுரம்), la capital de los Chola. El templo, edificado por orden de Rajendra I, fue terminado en el año 1035. forma parte de la lista de Patrimonio de la Humanidad de Unesco junto a los templos Airavatesvara y Brihadisvara bajo el nombre de Los grandes templos vivientes Chola.